# 木村利人
木村 利人（きむら りひと、1934年1月3日 - ）は、国際的なバイオエシックス（生命倫理学）研究者。早稲田大学名誉教授で、恵泉女学園大学元学長。博士（人間科学）。
バイオエシックス（生命倫理学者）のパイオニアとして、約40年以上にわたり、研究と教育に従事している。国際バイオエシックス学会（IAB）設立理事、日本生命倫理学会元代表理事・会長。現在、ジョージタウン大学ケネディ倫理研究所 Faculty Affiliate、早稲田大学ライフサポートイノベーション研究所招聘研究員。作詞・作曲者としても知られ、「幸せなら手をたたこう」の作詞者である。

## 来歴
東京・青山に生まれる。早稲田大学第一法学部を卒業後、同大学大学院法学研究科博士課程を経て、1965-69年：チュラーロンコーン大学 (タイ)、1970-72年：サイゴン大学 (ベトナム)、1972-75年：ジュネーブ大学大学院等教授 (スイス)、世界教会協議会 (WCC) エキュメニカル研究所副所長、1978年：ハーバード大学研究員等。1980年以降、ジョージタウン大学ケネディ倫理研究所国際バイオエシックス研究部長、ジョージタウン大学医学部客員教授、早稲田大学教授 (人間科学部・バイオエシックス担当)、厚生労働省厚生科学審議会委員、厚生労働省医師国家試験委員会委員、司法制度改革推進本部法曹制度検討会委員、日本弁護士連合会綱紀委員会委員、東京都病産院倫理委員会委員長、国際長寿センター（ILC）企画運営委員、日本赤十字社血液事業審議会会長、CIOMS（国際医科学団体協議会）／WHO国際委員 (Advisory Committee on Renewal of Health-for-All Strategy) 、International Bioethics Network Newsletter編集長、メディカル・ヒューマニティズ・レビュー（テキサス大学医学人文科学研究所）編集委員等を歴任。2006-12年：恵泉女学園大学学長。2024年：公益財団法人日本キリスト教文化協会より第55回キリスト教功労者顕彰。

## 主な著書
- 『生命工学への警告』家の光協会、Sheldon Krimsky著・監訳、1984年
- 『いのちを考える　バイオエシックスのすすめ』日本評論社、1987年
- 『患者にとって医療とは何か：臨床医療と看護の現場から』早稲田大学人間総合研究センター、編著、1992年
- "Advance Directives and Surrogate Decision Making in Health Care: United States, Germany, and Japan" （with: R.Veatch, H.M. Sass）Baltimore: Johns Hopkins University Press, 1998.
- 『自分のいのちは自分で決める：生病老死のバイオエシックス＝生命倫理』、集英社、2000年
- 『バイオエシックス・ハンドブック：生命倫理を超えて』法研、編著、2003年
- 『看護に生かすバイオエシックス：よりよい倫理的判断のために』学習研究社、共編著、2004年
- 『クリエイティブ・エイジング：生の充実・いのちの終わり』ライフ・サイエンス、共編著、2006年
- 『いのちのバイオエシックス：環境・こども・生死の決断』コロナ社、共編著、2008年
- 『いのちを語る』（日野原重明、アルフォンス・デーケンと共著）集英社、2009年
- 『いのちと向き合う看護と倫理：受精から終末期まで　ケーススタディ』人間と歴史社、監訳、2010年
- 『平和をめざす女性の大学：河井道先生に学ぶー恵泉女学園大学 学長だより 2006-2012』さんこう社、2013年
- 『戦争・平和・いのちを考える：しあわせなら態度に示そうよ！』キリスト新聞社、2015年
- 『ボクたちは軍国少年だった！平和を希求する、ふたりの自伝』キリスト新聞社、共著、2022年

## 主な論文・論説
- "A report on youth issue in Asia: Asian youth in rapid social change" (New York: I.C.Y.E. Publication Office), 1969.
- 『バイオエシックス・セミナー』第１回～第12回（医学書院　看護学雑誌）、1984-85年
- "Contemporary Japan" (Encyclopedia of Bioethics, revised edition, vol. 3), 1995.
- "Bioethik als metainterdisziplinäre Disziplin" (Meidnizin Mensch Gesellschaft IV 11 (4), Stuttgart: Ferdinand Enke Verlag), 1986.
- "Bioethics as A Prescription for Civic Action: The Japanese Interpretation" (The Journal of Medicine and Philosophy, 12 (3), D. Reidel Publishing Company), 1987.
- 『バイオエシックス』特集１～３（蒼穹社　メディカル・ヒューマニティ）、1988年
- 『いのちを考える：私たちがバイオエシックスをつくる』（尾崎行雄記念財団）、1988年
- 『あなたのいのちは誰のもの：人権運動としてのバイオエシックスの新しい展開』（日本生活協同組合連合会医療部会）、1989年
- "The Japanese Human genome analysis project: background, policy, and problems" (Bochum: Zentrum für Medizinische Ethik), 1989.
- "Report from Japan harmonizing ancient tradition & modern medicine" (Secaucus, N.J.: Network for Continuing Medical Education), 1989.
- 『早稲田大学最終講義　バイオエシックスの出発』早稲田大学、2004年
- 『ILC アドボカシー：17人のadvocator』国際長寿センター、2008年